# Holasteron spinosum
Holasteron spinosum là một loài nhện trong họ Zodariidae.
Loài này thuộc chi Holasteron. Holasteron spinosum được Barbara C. Baehr miêu tả năm 2004.